# Кашемировая мафия
«Кашеми́ровая ма́фия» (англ. Cashmere Mafia) — американский телевизионный сериал, транслировался на канале ABC с 6 января 2008 по 20 февраля 2008 года. Сценарий был создан Кевином Уэйдом, который также был исполнительным продюсером наряду с Даррен Стар,Гэйл Кац, Джефф Рейк и Майкл Прессман.
ABC решили закрыть сериал.Sony Pictures Home Entertainment выпустила Кашемировая мафия на DVD.

## Описание сериала
Сериал о жизни четырёх неразлучных подруг. После окончания колледжа, они вместе отправились покорять Нью-Йорк. И им это удалось. Кейтлин — маркетолог, Зоуи — финансист, Джульетт управляет отелем, Миа руководит книжным издательством. Каждая из них добилась успеха в своем бизнесе и рвутся к новым успехам. Подруги уверены: мягким в этом мире бывает только кашемир.

## Главные герои
- Мия (Люси Лью) — издатель на Barnstead Media Group
- Зоуи (Фрэнсис О`Коннор) — финансовый директор «Gorham Sutte»
- Джульетт (Миранда Отто) — управляет отелем «Hoteles y Resorts Stanton Hall»
- Кейтлин (Бонни Сомервилл) — директор по маркетингу в косметической фирме «Lily Parrish»
- Дэвис (Питер Херман) — менеджер, бывший муж Джульетт
- Эрик (Джулиан Овенден) — архитектор, муж Зоуи
- Саша Барден (Пейтон Рой Лист)